# 阿莱拉斯
阿莱拉斯（法語：Alleyras，法語發音：[alɛʁas]）是法国上卢瓦尔省的一个市镇，位于该省中部，属于勒皮区。

## 地理
阿莱拉斯（44°54'23"N, 3°40'57"E）面积24.86 平方千米，位于法国奥弗涅-罗讷-阿尔卑斯大区上盧瓦爾省，该省份为法国中南部省份，北起多姆山省和卢瓦尔省，西接康塔爾省，南至洛泽尔省，东临阿尔代什省。
与阿莱拉斯接壤的市镇（或旧市镇、城区）包括：托拉斯、阿列河畔莫尼斯特罗勒、维德、阿列河畔圣克里斯托夫、圣昂、圣让拉沙尔姆、阿列河畔圣普雷热、圣韦内朗。
阿莱拉斯的时区为UTC+01:00、UTC+02:00（夏令时）。

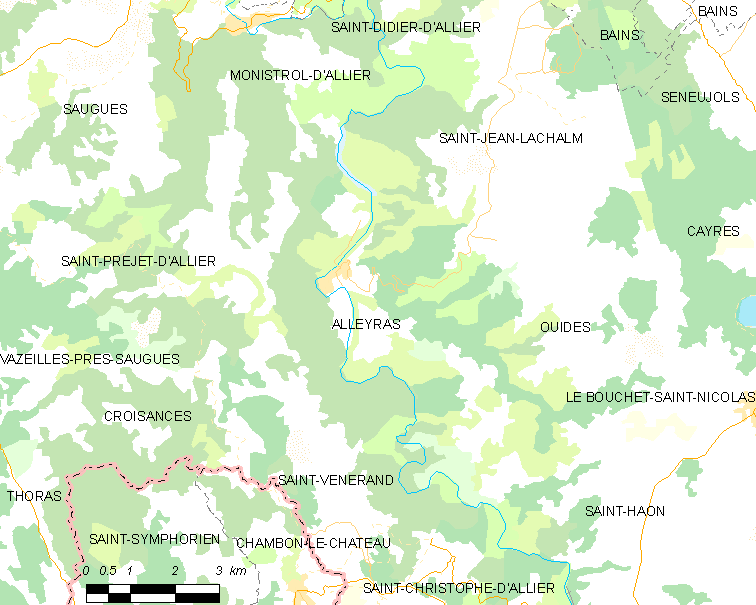
阿莱拉斯的OSM定位图

## 行政
阿莱拉斯的邮政编码为43580，INSEE市镇编码为43005。

## 政治
阿莱拉斯所属的省级选区为火山沃莱县。

## 人口

1962-2008年间阿莱拉斯人口变化图示

阿莱拉斯于2022年1月1日时的人口数量为153人。